# No Frills
No Frills è il secondo album dal vivo del cantautore britannico Nik Kershaw, pubblicato il 1º febbraio 2010 dall'etichetta discografica Shorthouse Records.
L'album contiene alcuni successi dell'artista in versione acustica tratti da album precedenti e alcuni inediti.

## Tracce
1. Oh You Beautiful Thing – 3:27
2. Have A Nice Life – 4:06
3. Dancing Girls – 3:48
4. Somebody Loves You – 4:12
5. Lost In You – 3:22
6. The Riddle – 4:07
7. Loud, Confident & Wrong – 3:43
8. Fiction – 3:35
9. Don Quixote – 5:34
10. Oxygen – 4:31
11. Wounded – 3:58
12. Wouldn't It Be Good – 4:33
13. Billy – 4:02
14. This Broken Man – 4:42
15. I Won't Let The Sun Go Down On Me – 5:27